# Prioneris hypsipyle
Prioneris hypsipyle är en fjärilsart som beskrevs av Gustav Weymer 1887. Prioneris hypsipyle ingår i släktet Prioneris och familjen vitfjärilar. Inga underarter finns listade i Catalogue of Life.